# Eyvan
Eyvān, anche Aivan o Īvān (farsi ایوان) è il capoluogo dello shahrestān di Eyvan, circoscrizione Centrale, nella provincia di Ilam. Aveva, nel 2006, una popolazione di 27.752 abitanti, in maggioranza di etnia curda.